# Aich, Trg
Aich je naselje v Občini Trg v Okraju Trg na Koroškem v Avstriji.